# Mecanisme Europeu d'Estabilitat Financera
El Mecanisme Europeu d'Estabilitat Financera (acrònim: MEEF) (en anglès: European Financial Stabilisation Mechanism, EFSM) és un programa de finançament d'emergència que, conjuntament amb el Fons Europeu d'Estabilitat Financera (FEEF), té per objectiu preservar l'estabilitat financera de la zona euro prestant assistència financera als estats europeus que pateixin una crisi de les seves finances públiques. El MEEF recapta els seus fons als mercats financers emetent deute garantit per la Comissió Europea amb el pressupost de la Unió Europea. El MEEF té un credit rating de AAA per part de Fitch, Moody's i Standard & Poor's i està autoritzat a emetre deute fins a 60 mil milions d'euros, que se sumen als 440 mil milions d'euros del Fons Europeu d'Estabilitat Financera.
Va entrar en funcionament el 5 de gener del 2011 recaptant 5 mil milions d'euros als mercats financers en forma de bons com a part del paquet de suport financer acordat per a Irlanda.